# Bleed Like Me
Bleed Like Me is een muziekalbum van Garbage uit 2005. Op dit moment (januari 2006) zijn de tracks Bad Boyfriend en Run Baby Run de twee meest bekende nummers van het album.

## Tracklist
| Nummer | Titel                        | Duur |
| 1.     | Bad Boyfriend                | 3:47 |
| 2.     | Run Baby Run                 | 3:59 |
| 3.     | Right Between the Eyes       | 3:57 |
| 4.     | Why Do You Love Me           | 3:53 |
| 5.     | Bleed Like Me                | 4:00 |
| 6.     | Metal Heart                  | 4:00 |
| 7.     | Sex Is Not the Enemy         | 3:06 |
| 8.     | It's All Over But the Crying | 4:42 |
| 9.     | Boys Wanna Fight             | 4:17 |
| 10.    | Why Don't You Come Over      | 3:25 |
| 11.    | Happy Home                   | 5:57 |